# Dalhunden
Dalhunden település Franciaországban, Bas-Rhin megyében. Lakosainak száma 1218 fő (2022. január 1.). Dalhunden Drusenheim, Fort-Louis, Sessenheim és Stattmatten községekkel határos.

## Népesség
A település népességének változása:
| Lakosok száma | 1010 | 1066 | 1128 | 1171 | 1199 | 1204 | 1224 | 1221 | 1218 |
|               | 2013 | 2015 | 2016 | 2017 | 2018 | 2019 | 2020 | 2021 | 2022 |